# Vatteville
Vatteville är en kommun i departementet Eure i regionen Normandie i norra Frankrike. Kommunen ligger i kantonen Les Andelys som tillhör arrondissementet Les Andelys. År 2022 hade Vatteville 177 invånare.

## Befolkningsutveckling
Antalet invånare i kommunen Vatteville
Referens:INSEE